# Tanjung Muda (Darul Hasanah)
Tanjung Muda is een bestuurslaag in het regentschap Aceh Tenggara van de provincie Atjeh, Indonesië. Tanjung Muda telt 331 inwoners (volkstelling 2010).